# Équipe de Thaïlande féminine de football à la Coupe du monde 2019
L'équipe de Thaïlande féminine de football participe à la Coupe du monde de 2019 organisée en France du 7 juin 2019 au 7 juillet 2019.

## Qualification
La Thaïlande se qualifie grâce à sa quatrième place lors de la Coupe d'Asie des nations féminine de football 2018.

## Préparation

### Maillot
Pendant la Coupe du Monde féminine 2019, l'équipe de Thaïlande porte un maillot confectionné par l'équipementier Warrix. Le maillot domicile est bleu clair avec des bandes encore plus claires. Le maillot extérieur est semblable mais de couleur rouge.

## Joueuses et encadrement technique
Sélection élargie à 25 annoncée le 16 mai 2019 puis réduite à 23 peu de temps après[réf. nécessaire].

## Compétition
Pour un article plus général, voir Coupe du monde féminine de football 2019.

### Format et tirage au sort
Les 24 équipes qualifiées pour la Coupe du monde sont réparties en quatre chapeaux de six équipes. Lors du tirage au sort, six groupes de quatre équipes sont formés, les quatre équipes de chaque groupe provenant chacune d'un chapeau différent. Celles-ci s'affrontent une fois chacune : à la fin des trois journées, les deux premiers de chaque groupe sont qualifiés pour les huitièmes de finale, ainsi que les quatre meilleurs troisième de groupe.
La Thaïlande est placée dans le chapeau 3. Celui-ci contient les équipes asiatiques (Corée du Sud, Chine et Thaïlande) aux côtés de deux européens (Italie, Écosse) et d'une des deux représentants de l'Océanie, la Nouvelle-Zélande.
Le tirage donne alors pour adversaires le Chili, la Suède et les États-Unis.

### Premier tour - Groupe F
| Rang | Équipe     | Pts | J | G | N | P | Bp | Bc | Diff |
| ---- | ---------- | --- | - | - | - | - | -- | -- | ---- |
| 1    | États-Unis | 9   | 3 | 3 | 0 | 0 | 18 | 0  | +18  |
| 2    | Suède      | 6   | 3 | 2 | 0 | 1 | 7  | 3  | +4   |
| 3    | Chili      | 3   | 3 | 1 | 0 | 2 | 2  | 5  | -3   |
| 4    | Thaïlande  | 0   | 3 | 0 | 0 | 3 | 1  | 20 | -19  |

#### États-Unis - Thaïlande
| Match 12           | États-Unis | 13 – 0  | Thaïlande  | Stade Auguste-Delaune, Reims                     |                                                  |
| 11 juin 2019 21:00 | (O'Hara ) Morgan 12e · (Morgan ) Lavelle 20e · (Mewis ) Horan 32e · (Rapinoe ) Mewis 50e · (Horan ) Morgan 53e · Mewis 54e · (Mewis ) Lavelle 56e · (Press ) Morgan 74e · (Lloyd ) Rapinoe 79e · (Rapinoe ) Morgan 81e · (Morgan ) Pugh 85e · (Dunn ) Morgan 87e · (Morgan ) Lloyd 90+2e | (3 - 0) |            | Spectateurs : 18 591 Arbitrage : Laura Fortunato | Spectateurs : 18 591 Arbitrage : Laura Fortunato |
| 11 juin 2019 21:00 | | Rapport | 72e Dangda | Spectateurs : 18 591 Arbitrage : Laura Fortunato | Spectateurs : 18 591 Arbitrage : Laura Fortunato |

| États-Unis | Thaïlande |

| ÉTATS-UNIS :     |    |                 |                         |     |
|                  |    |                 |                         |     |
| Gardien de but   | 1  | Alyssa Naeher   |                         |     |
|                  | 19 | Crystal Dunn    |                         |     |
|                  | 8  | Julie Ertz      |                         | 69e |
|                  | 7  | Abby Dahlkemper |                         |     |
|                  | 5  | Kelley O'Hara   |                         |     |
|                  | 3  | Sam Mewis       | 50e, 54e                |     |
|                  | 9  | Lindsey Horan   | 32e                     |     |
|                  | 16 | Rose Lavelle    | 20e, 56e                | 57e |
|                  | 15 | Megan Rapinoe   | 79e                     |     |
|                  | 13 | Alex Morgan     | 12e, 53e, 74e, 81e, 87e |     |
|                  | 17 | Tobin Heath     |                         | 57e |
| Remplaçantes :   |    |                 |                         |     |
|                  | 10 | Carli Lloyd     | 90+2e                   | 57e |
|                  | 23 | Christen Press  |                         | 57e |
|                  | 2  | Mallory Pugh    | 84e                     | 69e |
| Sélectionneuse : |    |                 |                         |     |
| Jill Ellis       |    |                 |                         |     |

| THAÏLANDE :              |    |                          |     |     |
|                          |    |                          |     |     |
| Gardien de but           | 18 | Sukanya Chor Charoenying |     |     |
|                          | 10 | Sunisa Srangthaisong     |     |     |
|                          | 3  | Natthakarn Chinwong      |     |     |
|                          | 2  | Kanjanaporn Saengkoon    |     |     |
|                          | 9  | Warunee Phetwiset        |     | 71e |
|                          | 12 | Rattikan Thongsombut     |     | 65e |
|                          | 7  | Silawan Intamee          |     |     |
|                          | 5  | Ainon Phancha            |     |     |
|                          | 20 | Wilaiporn Boothduang     |     | 35e |
|                          | 21 | Kanjana Sungngoen        |     |     |
|                          | 8  | Suchawadee Nildhamrong   |     |     |
| Remplaçantes :           |    |                          |     |     |
|                          | 6  | Pikul Khueanpet          |     | 35e |
|                          | 17 | Taneekarn Dangda         | 71e | 65e |
|                          | 13 | Orathai Srimanee         |     | 71e |
| Sélectionneur :          |    |                          |     |     |
| Nuengruethai Sathongwien |    |                          |     |     |

| Assistantes : Mariana De Almeida Mary Blanco Quatrième arbitre : Claudia Umpiérrez Arbitre vidéo : Mauro Vigliano Assistants arbitre vidéo : Sarah Jones José María Sánchez Femme du Match : Alex Morgan |

#### Suède - Thaïlande
| Match 23           | Suède                                                                                                | 5 - 1   | Thaïlande                   | Stade de Nice, Nice                                                            |                                                                                |
| 16 juin 2019 15:00 | ( Rubensson) Sembrant 6e · Asllani 19e · Rolfö 42e · ( Eriksson) Hurtig 81e · Rubensson 90+6e (pen.) | (3 - 0) | 90+1e Sugngoen ( Dangda)    | Spectateurs : 9 354 Arbitrage : Salima Mukansanga Arbitre vidéo : Felix Zwayer | Spectateurs : 9 354 Arbitrage : Salima Mukansanga Arbitre vidéo : Felix Zwayer |
| 16 juin 2019 15:00 | | Rapport | 45e Dangda · 90+5e Chinwong | Spectateurs : 9 354 Arbitrage : Salima Mukansanga Arbitre vidéo : Felix Zwayer | Spectateurs : 9 354 Arbitrage : Salima Mukansanga Arbitre vidéo : Felix Zwayer |

| Suède | Thaïlande |

| SUÈDE :           |    |                    |  |     |
|                   |    |                    |  |     |
| Gardien de but    | 1  | Hedvig Lindahl     |  |     |
|                   | 4  | Hanna Glas         |  |     |
|                   | 5  | Nilla Fischer      |  |     |
|                   | 3  | Linda Sembrant     |  |     |
|                   | 6  | Magdalena Eriksson |  |     |
|                   | 23 | Elin Rubensson     |  |     |
|                   | 9  | Kosovare Asllani   |  |     |
|                   | 17 | Caroline Seger     |  | 69e |
|                   | 8  | Lina Hurtig        |  |     |
|                   | 19 | Anna Anvegård      |  | 77e |
|                   | 18 | Fridolina Rolfö    |  | 46e |
| Remplaçantes :    |    |                    |  |     |
|                   | 7  | Madelen Janogy     |  | 46e |
|                   | 22 | Olivia Schough     |  | 69e |
|                   | 20 | Mimmi Larsson      |  | 77e |
| Sélectionneur :   |    |                    |  |     |
| Peter Gerhardsson |    |                    |  |     |

| THAÏLANDE :              |    |                      |       |     |     |
|                          |    |                      |       |     |     |
| Gardien de but           | 1  | Waraporn Boonsing    |       |     |     |
|                          | 5  | Ainon Phancha        |       |     |     |
|                          | 3  | Natthakarn Chinwong  | 90+5e |     |     |
|                          | 19 | Pitsamai Sornsai     |       |     |     |
|                          | 10 | Sunisa Srangthaisong |       |     |     |
|                          | 6  | Pikul Khueanpet      |       |     |     |
|                          | 7  | Silawan Intamee      |       | 89e |     |
|                          | 8  | Miranda Nild         |       |     |     |
|                          | 17 | Taneekarn Dangda     | 45+1e |     |     |
|                          | 12 | Rattikan Thongsombut |       | 56e |     |
|                          | 21 | Kanjana Sungngoen    |       |     |     |
| Remplaçantes :           |    |                      |       |     |     |
|                          | 13 | Orathai Srimanee     |       | 56e | 81e |
|                          | 15 | Orapin Waenngoen     |       |     | 81e |
|                          | 11 | Sudarat Chucheun     |       | 89e |     |
| Sélectionneur :          |    |                      |       |     |     |
| Nuengruethai Sathongwien |    |                      |       |     |     |

| Assistantes : Bernadettar Kwimbira Lidwine Rakotozafinoro Quatrième arbitre : Katalin Kulcsar Arbitre vidéo : Felix Zwayer Assistants arbitre vidéo : Sarah Jones Paolo Valeri Femme du Match : Kosovare Asllani |

#### Thaïlande - Chili
| Match 36           | Thaïlande                  | 0 - 2   | Chili                                     | Roazhon Park, Rennes                                                              |                                                                                   |
| 20 juin 2019 21:00 |                            | (0 - 0) | 48e (csc) Boonsing · 80e Urrutia ( López) | Spectateurs : 13 567 Arbitrage : Anna-Marie Keighley Arbitre vidéo : Paolo Valeri | Spectateurs : 13 567 Arbitrage : Anna-Marie Keighley Arbitre vidéo : Paolo Valeri |
| 20 juin 2019 21:00 | Sornsai 59e · Boonsing 85e | Rapport |                                           | Spectateurs : 13 567 Arbitrage : Anna-Marie Keighley Arbitre vidéo : Paolo Valeri | Spectateurs : 13 567 Arbitrage : Anna-Marie Keighley Arbitre vidéo : Paolo Valeri |

| Thaïlande | Chili |

| THAÏLANDE :              |    |                       |     |       |
|                          |    |                       |     |       |
| Gardien de but           | 1  | Waraporn Boonsing     | 85e |       |
|                          | 9  | Warunee Phetwiset     |     | 90+1e |
|                          | 3  | Natthakarn Chinwong   |     |       |
|                          | 19 | Pitsamai Sornsai      | 59e |       |
|                          | 10 | Sunisa Srangthaisong  |     |       |
|                          | 5  | Ainon Phancha         |     |       |
|                          | 6  | Pikul Khueanpet       |     |       |
|                          | 8  | Miranda Nild          |     |       |
|                          | 12 | Rattikan Thongsombut  |     | 58e   |
|                          | 7  | Silawan Intamee       |     | 73e   |
|                          | 21 | Kanjana Sungngoen     |     |       |
| Remplaçantes :           |    |                       |     |       |
|                          | 15 | Orapin Waenngoen      |     | 58e   |
|                          | 11 | Sudarat Chucheun      |     | 73e   |
|                          | 2  | Kanjanaporn Saengkoon |     | 90+1e |
| Sélectionneur :          |    |                       |     |       |
| Nuengruethai Sathongwien |    |                       |     |       |

| CHILI :         |    |                    |  |     |     |
|                 |    |                    |  |     |     |
| Gardien de but  | 1  | Christiane Endler  |  |     |     |
|                 | 2  | Rocío Soto         |  |     |     |
|                 | 3  | Carla Guerrero     |  |     |     |
|                 | 18 | Camila Sáez        |  |     |     |
|                 | 4  | Francisca Lara     |  |     |     |
|                 | 8  | Karen Araya        |  | 46e |     |
|                 | 10 | Yanara Aedo        |  |     |     |
|                 | 11 | Yessenia López     |  |     |     |
|                 | 20 | Daniela Zamora     |  |     |     |
|                 | 21 | Rosario Balmaceda  |  |     |     |
|                 | 9  | María José Urrutia |  |     |     |
| Remplaçantes :  |    |                    |  |     |     |
|                 | 13 | Javiera Grez       |  | 46e | 88e |
|                 | 7  | María José Rojas   |  |     | 88e |
| Sélectionneur : |    |                    |  |     |     |
| José Letelier   |    |                    |  |     |     |

| Assistantes : Sarah Jones Maria Salamasina Quatrième arbitre : Gladys Lengwe Arbitre vidéo : Paolo Valeri Assistants arbitre vidéo : Mihaela Tepusa Drew Fischer Femme du Match : María José Urrutia |

## Temps de jeu
| Joueuses                 |            |            |            | TT         | But inscrit | Passe décisive | MJ         | MT         | Légende |
| ------------------------ | ---------- | ---------- | ---------- | ---------- | ----------- | -------------- | ---------- | ---------- | --- |
| Gardiennes               | Gardiennes | Gardiennes | Gardiennes | Gardiennes | Gardiennes  | Gardiennes     | Gardiennes | Gardiennes | Abréviations et symboles : TT : Total de minutes jouées MJ : Nombre de matchs joués MT : Matchs joués en tant que titulaire : but : passe décisive : joueuse entrée : joueuse remplacée : capitaine : carton jaune : carton rouge |
| Waraporn Boonsing        | -          | 90         | 90         | 180        | -           | -              | 2          | 2          | Abréviations et symboles : TT : Total de minutes jouées MJ : Nombre de matchs joués MT : Matchs joués en tant que titulaire : but : passe décisive : joueuse entrée : joueuse remplacée : capitaine : carton jaune : carton rouge |
| Sukanya Chor Charoenying | 90         | -          | -          | 90         | -           | -              | 1          | 1          | Abréviations et symboles : TT : Total de minutes jouées MJ : Nombre de matchs joués MT : Matchs joués en tant que titulaire : but : passe décisive : joueuse entrée : joueuse remplacée : capitaine : carton jaune : carton rouge |
| Tiffany Sornpao          | -          | -          | -          | -          | -           | -              | -          | -          | Abréviations et symboles : TT : Total de minutes jouées MJ : Nombre de matchs joués MT : Matchs joués en tant que titulaire : but : passe décisive : joueuse entrée : joueuse remplacée : capitaine : carton jaune : carton rouge |
| Défenseures              |            |            |            |            |             |                |            |            | Abréviations et symboles : TT : Total de minutes jouées MJ : Nombre de matchs joués MT : Matchs joués en tant que titulaire : but : passe décisive : joueuse entrée : joueuse remplacée : capitaine : carton jaune : carton rouge |
| Kanjanaporn Saengkoon    | 90         | -          | 0          | 90         | -           | -              | 2          | 1          | Abréviations et symboles : TT : Total de minutes jouées MJ : Nombre de matchs joués MT : Matchs joués en tant que titulaire : but : passe décisive : joueuse entrée : joueuse remplacée : capitaine : carton jaune : carton rouge |
| Natthakarn Chinwong      | 90         | 90         | 90         | 270        | -           | -              | 3          | 3          | Abréviations et symboles : TT : Total de minutes jouées MJ : Nombre de matchs joués MT : Matchs joués en tant que titulaire : but : passe décisive : joueuse entrée : joueuse remplacée : capitaine : carton jaune : carton rouge |
| Duangnapa Sritala        | -          | -          | -          | -          | -           | -              | -          | -          | Abréviations et symboles : TT : Total de minutes jouées MJ : Nombre de matchs joués MT : Matchs joués en tant que titulaire : but : passe décisive : joueuse entrée : joueuse remplacée : capitaine : carton jaune : carton rouge |
| Ainon Phancha            | 90         | 90         | 90         | 270        | -           | -              | 3          | 3          | Abréviations et symboles : TT : Total de minutes jouées MJ : Nombre de matchs joués MT : Matchs joués en tant que titulaire : but : passe décisive : joueuse entrée : joueuse remplacée : capitaine : carton jaune : carton rouge |
| Warunee Phetwiset        | 71         | -          | 90         | 161        | -           | -              | 2          | 2          | Abréviations et symboles : TT : Total de minutes jouées MJ : Nombre de matchs joués MT : Matchs joués en tant que titulaire : but : passe décisive : joueuse entrée : joueuse remplacée : capitaine : carton jaune : carton rouge |
| Sunisa Srangthaisong     | 90         | 90         | 90         | 270        | -           | -              | 3          | 3          | Abréviations et symboles : TT : Total de minutes jouées MJ : Nombre de matchs joués MT : Matchs joués en tant que titulaire : but : passe décisive : joueuse entrée : joueuse remplacée : capitaine : carton jaune : carton rouge |
| Khwanrudi Saengchan      | -          | -          | -          | -          | -           | -              | -          | -          | Abréviations et symboles : TT : Total de minutes jouées MJ : Nombre de matchs joués MT : Matchs joués en tant que titulaire : but : passe décisive : joueuse entrée : joueuse remplacée : capitaine : carton jaune : carton rouge |
| Pitsamai Sornsai         | -          | 90         | 90         | 180        | -           | -              | 2          | 2          | Abréviations et symboles : TT : Total de minutes jouées MJ : Nombre de matchs joués MT : Matchs joués en tant que titulaire : but : passe décisive : joueuse entrée : joueuse remplacée : capitaine : carton jaune : carton rouge |
| Phornphirun Philawan     | -          | -          | -          | -          | -           | -              | -          | -          | Abréviations et symboles : TT : Total de minutes jouées MJ : Nombre de matchs joués MT : Matchs joués en tant que titulaire : but : passe décisive : joueuse entrée : joueuse remplacée : capitaine : carton jaune : carton rouge |
| Milieux                  |            |            |            |            |             |                |            |            | Abréviations et symboles : TT : Total de minutes jouées MJ : Nombre de matchs joués MT : Matchs joués en tant que titulaire : but : passe décisive : joueuse entrée : joueuse remplacée : capitaine : carton jaune : carton rouge |
| Pikul Khueanpet          | 55         | 90         | 90         | 235        | -           | -              | 3          | 2          | Abréviations et symboles : TT : Total de minutes jouées MJ : Nombre de matchs joués MT : Matchs joués en tant que titulaire : but : passe décisive : joueuse entrée : joueuse remplacée : capitaine : carton jaune : carton rouge |
| Silawan Intamee          | 90         | 89         | 73         | 252        | -           | -              | 3          | 3          | Abréviations et symboles : TT : Total de minutes jouées MJ : Nombre de matchs joués MT : Matchs joués en tant que titulaire : but : passe décisive : joueuse entrée : joueuse remplacée : capitaine : carton jaune : carton rouge |
| Sudarat Chucheun         | -          | 1          | 17         | 18         | -           | -              | 2          | -          | Abréviations et symboles : TT : Total de minutes jouées MJ : Nombre de matchs joués MT : Matchs joués en tant que titulaire : but : passe décisive : joueuse entrée : joueuse remplacée : capitaine : carton jaune : carton rouge |
| Rattikan Thongsombut     | 65         | 56         | 58         | 179        | -           | -              | 3          | 3          | Abréviations et symboles : TT : Total de minutes jouées MJ : Nombre de matchs joués MT : Matchs joués en tant que titulaire : but : passe décisive : joueuse entrée : joueuse remplacée : capitaine : carton jaune : carton rouge |
| Orapin Waenngoen         | -          | 9          | 32         | 41         | -           | -              | 2          | -          | Abréviations et symboles : TT : Total de minutes jouées MJ : Nombre de matchs joués MT : Matchs joués en tant que titulaire : but : passe décisive : joueuse entrée : joueuse remplacée : capitaine : carton jaune : carton rouge |
| Wilaiporn Boothduang     | 35         | -          | -          | 35         | -           | -              | 1          | 1          | Abréviations et symboles : TT : Total de minutes jouées MJ : Nombre de matchs joués MT : Matchs joués en tant que titulaire : but : passe décisive : joueuse entrée : joueuse remplacée : capitaine : carton jaune : carton rouge |
| Kanjana Sungngoen        | 90         | 90         | 90         | 270        | 1           | -              | 3          | 3          | Abréviations et symboles : TT : Total de minutes jouées MJ : Nombre de matchs joués MT : Matchs joués en tant que titulaire : but : passe décisive : joueuse entrée : joueuse remplacée : capitaine : carton jaune : carton rouge |
| Attaquantes              |            |            |            |            |             |                |            |            | Abréviations et symboles : TT : Total de minutes jouées MJ : Nombre de matchs joués MT : Matchs joués en tant que titulaire : but : passe décisive : joueuse entrée : joueuse remplacée : capitaine : carton jaune : carton rouge |
| Suchawadee Nildhamrong   | 90         | 90         | 90         | 270        | -           | -              | 3          | 3          | Abréviations et symboles : TT : Total de minutes jouées MJ : Nombre de matchs joués MT : Matchs joués en tant que titulaire : but : passe décisive : joueuse entrée : joueuse remplacée : capitaine : carton jaune : carton rouge |
| Orathai Srimanee         | 19         | 25         | -          | 44         | -           | -              | 2          | -          | Abréviations et symboles : TT : Total de minutes jouées MJ : Nombre de matchs joués MT : Matchs joués en tant que titulaire : but : passe décisive : joueuse entrée : joueuse remplacée : capitaine : carton jaune : carton rouge |
| Saowalak Pengngam        | -          | -          | -          | -          | -           | -              | -          | -          | Abréviations et symboles : TT : Total de minutes jouées MJ : Nombre de matchs joués MT : Matchs joués en tant que titulaire : but : passe décisive : joueuse entrée : joueuse remplacée : capitaine : carton jaune : carton rouge |
| Taneekarn Dangda         | 25         | 90         | -          | 115        | -           | 1              | 2          | 1          | Abréviations et symboles : TT : Total de minutes jouées MJ : Nombre de matchs joués MT : Matchs joués en tant que titulaire : but : passe décisive : joueuse entrée : joueuse remplacée : capitaine : carton jaune : carton rouge |
| Total                    |            |            |            |            |             |                |            |            | Abréviations et symboles : TT : Total de minutes jouées MJ : Nombre de matchs joués MT : Matchs joués en tant que titulaire : but : passe décisive : joueuse entrée : joueuse remplacée : capitaine : carton jaune : carton rouge |
| Équipe de Thaïlande      | 90         | 90         | 90         | 270        | 1           | 1              | 3          | -          | Abréviations et symboles : TT : Total de minutes jouées MJ : Nombre de matchs joués MT : Matchs joués en tant que titulaire : but : passe décisive : joueuse entrée : joueuse remplacée : capitaine : carton jaune : carton rouge |

### Autres références
1. ↑  « Coupe du monde féminine. Découvrez tous les maillots des équipes en lice », sur ouest-france.fr, 3 juin 2019 (consulté le 30 novembre 2019)